# Rajkumari Singh
Rajkumari Singh, sinh ngày 13 tháng 10 năm 1923, mất vào năm 1979, là một người Ấn-Caribbean, nhà văn Guyan - (một quốc gia Nam Mỹ), nhà hoạt động chính trị, nhà giáo dục và nhà lãnh đạo văn hóa. Rajkumari là người phụ nữ Ấn Độ - (Ca-ri-bê) công bố đầu tiên (bảo vệ nữ quyền) từ vùng biển Caribbean và mặc dù cô không bao giờ mặc định thuật ngữ " nữ quyền ", công việc và cuộc sống của cô đã đóng góp cho phong trào này ở bán cầu (Ca-ri-bê) của thế giới của mình, ngoài việc vì một nền tiến bộ của văn hóa Guyana, quốc gia hội nhập của mình, trong khi vẫn duy trì nguồn gốc văn hóa Ấn Độ trong khuôn mẫu mới này (gen từ cha mẹ).
Bài thơ mang tính biểu tượng của cô, "Per Ajie", mô tả cuộc hành trình của người Ấn Độ đến vùng biển Ca-ri-bê, qua con mắt của một người Ấn-Ca-ri-bê đang hình dung ra bà cố của mình, thực hiện chuyến đi trên một trong những con tàu di cư lịch sử hướng đến Guyana. Nó được viết theo phong cách ngôn ngữ của Shakespearean, nhằm nâng cao chủ đề của cuộc phiêu lưu Ấn Độ thành vòng tròn phê bình trong lĩnh vực văn học một cách nghiêm túc. Một tác phẩm khác, "Tôi thấy các nhân vật Bent", mô tả các cuộc đấu tranh và thành tựu của những người Ấn Độ bị khổ sai trong lao động trên các đồn điền ở vùng biển Ca-ri-bê.
Tác phẩm của Singh là một phần quan trọng của kinh điển văn học Ấn Độ giáo ở Caribbean đầu tiên, với bài thơ "No More Kitchrie for the Groom" của cô làm sáng tỏ trách nhiệm chung của các gia đình và cộng đồng đối với hạnh phúc của con gái và gìn giữ truyền thống Hindu của gốc Ấn. Một bài thơ khác của cô "Deepavali", là một tác phẩm tuyệt vời như tranh tài liệu về các nghi lễ Diwali ở vùng biển Ca-ri-bê.
Rajkumari cũng là một nhà viết kịch có tác phẩm được mô tả là sống động và liên quan đến chính trị. Một "nhà phê bình về chủ nghĩa chủng tộc ở Ấn Độ và áp bức giới tính", cô là thành viên chủ chốt của Hiệp hội Sân khấu Guiana thuộc Anh trong giai đoạn từ 1929 đến 1947. Bài tiểu luận của cô "Tôi là một Coolie " có một từ mà lúc đầu liên quan đến các tiêu cực nhưng đã biến nó thành một khái niệm về bản sắc văn hóa tích cực.
Vào những năm 1970, cô thành lập Nhóm Messenger, một nhóm văn học Guyan, được thành lập để bồi dưỡng và nuôi dưỡng các nghệ sĩ và nhà văn có gốc Ấn-Ca-ri-bê. Những người được đào tạo trong nhóm này, bao gồm Mahadai Das, Rooplall Monar, Henry Muttoo và Gushka Kisson, và những người khác. Trên thực tế, bài thơ "Họ đến trên tàu" của Das đã truyền đi thông điệp di dân của "Per Ajie".
Cũng là một phát thanh viên trên Radio Demerara, Rajkumari đã viết một số chương trình phát thanh và các chương trình trên sóng TV cho "Broadcast to School".
Rajkumari giành được một giải thưởng Wordsworth McAndrew Laureate (2002) và cũng được vinh danh với thành tựu tiên phong của Guyana (1970).
Rajkumari đến với nghệ thuật và biến nó thành hoạt động sôi nổi. Cha của cô là Tiến sĩ Jung Bahadur Singh, OBE, một chính trị gia, bác sĩ và nhà từ thiện liên quan đến các tổ chức và phong trào đột phá khác nhau ở Guyana vào khoảng thời gian quan trọng trước khi quốc gia giành được độc lập. JB Singh là thành viên sáng lập và chủ tịch của Hiệp hội Đông Ấn - Guiana thuộc Anh và cùng với vợ, mẹ của Rajkumari, Alice Bhagwandai Singh, cũng là trụ cột trong sự phát triển của nhà hát Indo-Ca-ri-bê, vì họ là đồng sáng lập của Hiệp hội Sân khấu Guiana thuộc Anh, nơi sản xuất các vở kịch với một diễn viên và đoàn làm phim Ấn-Ca-ri-bê. Ở tại Suriname, ông ngoại của Rajkumari, Seetal Prashad là một nhà vô địch nổi tiếng về quyền Ấn Độ.
Rajkumari, bị liệt một phần cơ thể vì bệnh bại liệt từ năm cô sáu tuổi,  sau này cô có tám người con và tiếp tục di sản nghệ thuật và hoạt động gia đình, trong đó con trai bà, Karna Singh, là một tác giả và nhà sử học văn hóa, và con trai của bà Gora Singh, cũng là người được hoan nghênh nhất ở Caribbean kathak dance nhờ kế thừa và người sáng lập Trung tâm văn hóa Rajkumari, một tổ chức văn hóa phi lợi nhuận có trụ sở tại New York (Mỹ). Con gái của cô, Pritha, là một nhà viết kịch bản và nhà viết kịch chuyên nghiệp, và hai cô con gái của cô là Chitra và Radha là nhạc sĩ, nhà soạn nhạc, ca sĩ và nghệ sĩ thu âm. Cháu gái của Rajkumari, Sharda Shakti Singh, là một nhà viết kịch (theo truyền thống gia đình).

## Tác phẩm chọn lọc
- (1960) Một vòng hoa của những câu chuyện
- (1971) Ngày của Sahib: Tuyển tập thơ
- (1972) Câu chuyện thiếu nhi về Guyana: Biên soạn
- (1974) Tiếng chuông của cô ấy